# Tallahassee Tiger Sharks
Tallahassee Tiger Sharks byl profesionální americký klub ledního hokeje, který sídlil v Tallahassee na Floridě. V letech 1994–2001 působil v profesionální soutěži East Coast Hockey League. Tiger Sharks ve své poslední sezóně v ECHL skončily v základní části. Své domácí zápasy odehrával v hale Donald L. Tucker Civic Center s kapacitou 9 450 diváků. Klubové barvy byly tmavě zelená a bílá.
Založen byl v roce 1994 po přestěhování týmu Huntsville Blast do Tallahassee. Zanikl v roce 2001 přestěhováním do Maconu, kde byl založen tým Macon Whoopee.

## Přehled ligové účasti
Zdroj: 
- 1994–1995: East Coast Hockey League (Západní divize)
- 1995–1997: East Coast Hockey League (Jižní divize)
- 1997–1998: East Coast Hockey League (Jihovýchodní divize)
- 1998–1999: East Coast Hockey League (Jihozápadní divize)
- 1999–2001: East Coast Hockey League (Jihovýchodní divize)